# شمشیربال بنفش
شمشیربال بنفش (نام علمی: Campylopterus hemileucurus) نام یک گونه از سرده شمشیربال‌ها است. این مرغ مگس‌خوار بسیار بزرگ، بومی جنوب مکزیک و آمریکای مرکزی تا جنوب تا کاستاریکا و غرب پاناما می‌باشد.
این گونه، از بوته‌ها و کناره‌های جنگل‌های کوهستانی به خصوص حوالی رودخانه‌هاست. مگس‌مرغ بنفش دو تخم سفید را در یک لانهٔ نسبتاً بزرگ بر روی یک شاخهٔ افقی پایین، معمولاً بالای یک رود می‌گذارد.
این پرنده ۱۵ سانتی‌متر طول دارد؛ نر آن ۱۱٫۵ گرم و ماده ۹٫۵ گرم می‌باشد. بزرگترین مرغ مگس یافت شده در آمریکا جنوبی و بزرگترین شمشیربال است. نر بالغ بنفش رنگ، با پشت سبز پررنگ است. ساق‌پرهای پرهای پرواز اولیه خارجی کلفت و پهن هستند که این ویژگی بارز نام شمشیربال را به آن می‌بخشد.